# Luka Bloom
Luka Bloom (född Kevin Barry Moore 23 maj 1955) är en irländsk folkrocksångare. Han är yngre bror till folksångaren Christy Moore.

## Diskografi
Album som Barry Moore:
- Treaty Stone (1978)
- Barry Moore & Eamon Murray - In Groningen (1980)
- No Heroes (1982)

Album som Luka Bloom:
- Luka Bloom (1988)
- Riverside (1990)
- The Acoustic Motorbike (1992)
- Turf (1994)
- Salty Heaven (1998)
- Keeper Of The Flame (covers project) (2000)
- The Barry Moore Years (compilation) (2001)
- Between The Mountain And The Moon (2002)
- Amsterdam (live) (2003)
- Before Sleep Comes (2004)
- Innocence (2005)
- Tribe (2007)
- The Platinum Collection (compilation) (2007)